# Семенастое
Семена́стое (укр. Семенасте) — село в Ровнянской сельской общине Новоукраинского района Кировоградской области Украины.
Население по переписи 2001 года составляло 553 человека. Почтовый индекс — 27133. Телефонный код — 5251. Код КОАТУУ — 3524086001.